# Espagne noire
L'« Espagne noire » désigne un courant pictural espagnol, contemporain de la génération de 98 en littérature, qui s’est attaché à donner une image sombre, douloureuse, dramatique de l’Espagne.

## Histoire

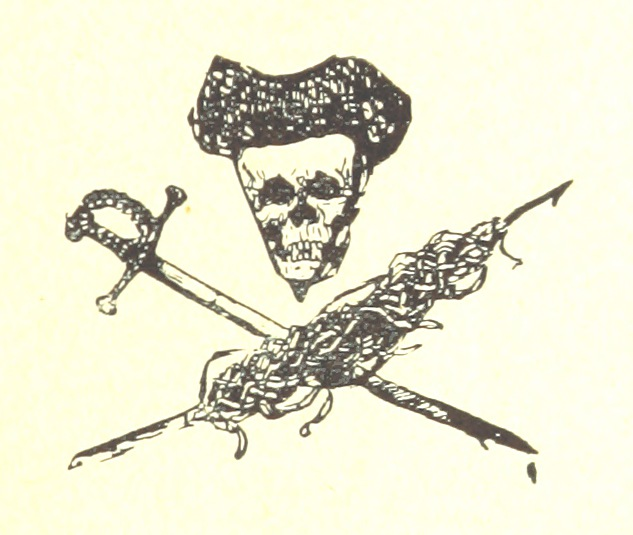
Illustration de Regoyos pour la page de titre de L'Espagne noire.

Le nom de ce courant vient des cahiers España negra, édités en 1899, consistant en des notes de voyages d'Émile Verhaeren et des dessins et gravures de Darío de Regoyos : compilation de ruines, cimetières, novilladas, processions catholiques. Au tournant des XIXe et  XXe siècles, alors que l'Espagne est plongée dans une profonde crise politique et morale, plusieurs peintres ont ainsi recherché et souligné les détails les plus misérables, lugubres voire violents de la société et de la culture de leur pays, particulièrement de la Castille rurale et conservatrice. Leur pessimisme empreint de romantisme prolonge le mythe de la légende noire espagnole et les peintures noires de Francisco de Goya, sans exclure une certaine tendresse pour leurs personnages de paysans, marginaux et autres manolos. L'expressionniste José Gutiérrez-Solana, qui publie en 1920 un ouvrage lui aussi intitulé L'Espagne noire, affirme ainsi que « ce qui est noir est beau, est vrai ».
L'Histoire de l'art oppose cette « Espagne noire » avec l'« Espagne blanche » de Joaquín Sorolla ou Ramon Casas.

## Artistes associés
- Darío de Regoyos
- Ignacio Zuloaga
- Ricardo Baroja
- Ramon Pichot
- Isidre Nonell
- José Gutiérrez-Solana

## Quelques œuvres

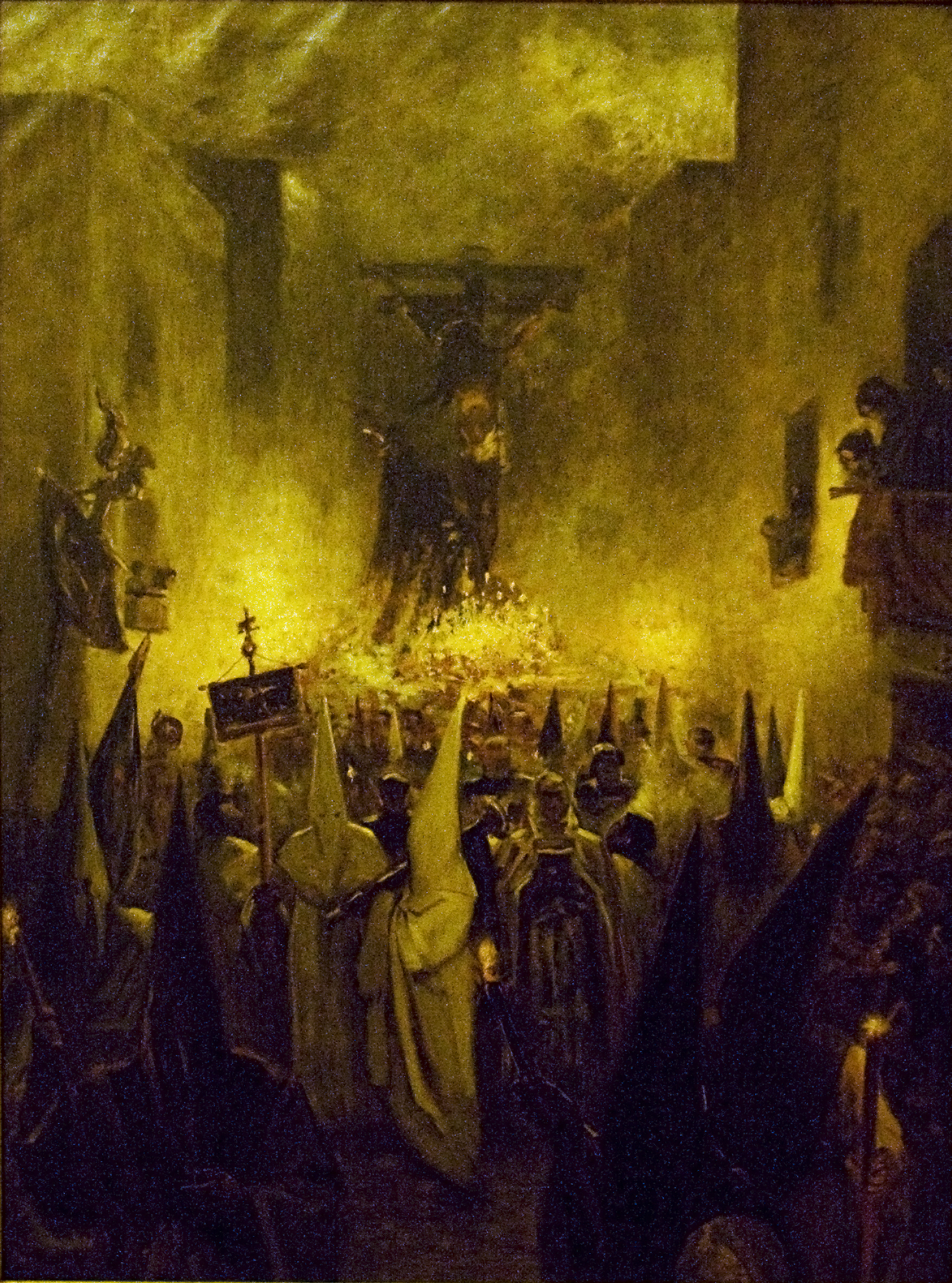
Constantin Meunier 1883, Procession du silence, Séville (Musée Meunier)
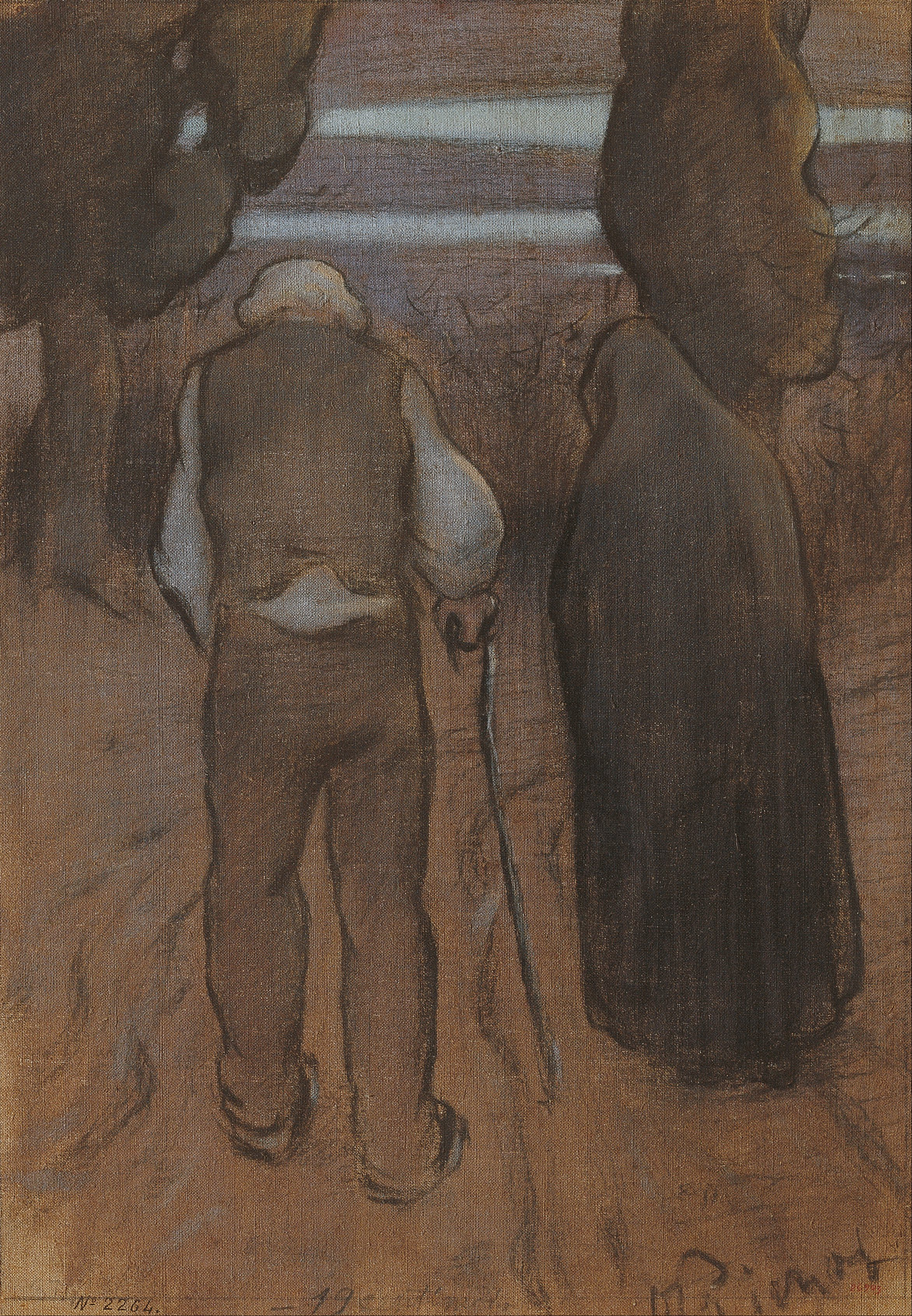
Ramon Pichot 1897, Crépuscule (MNAC)
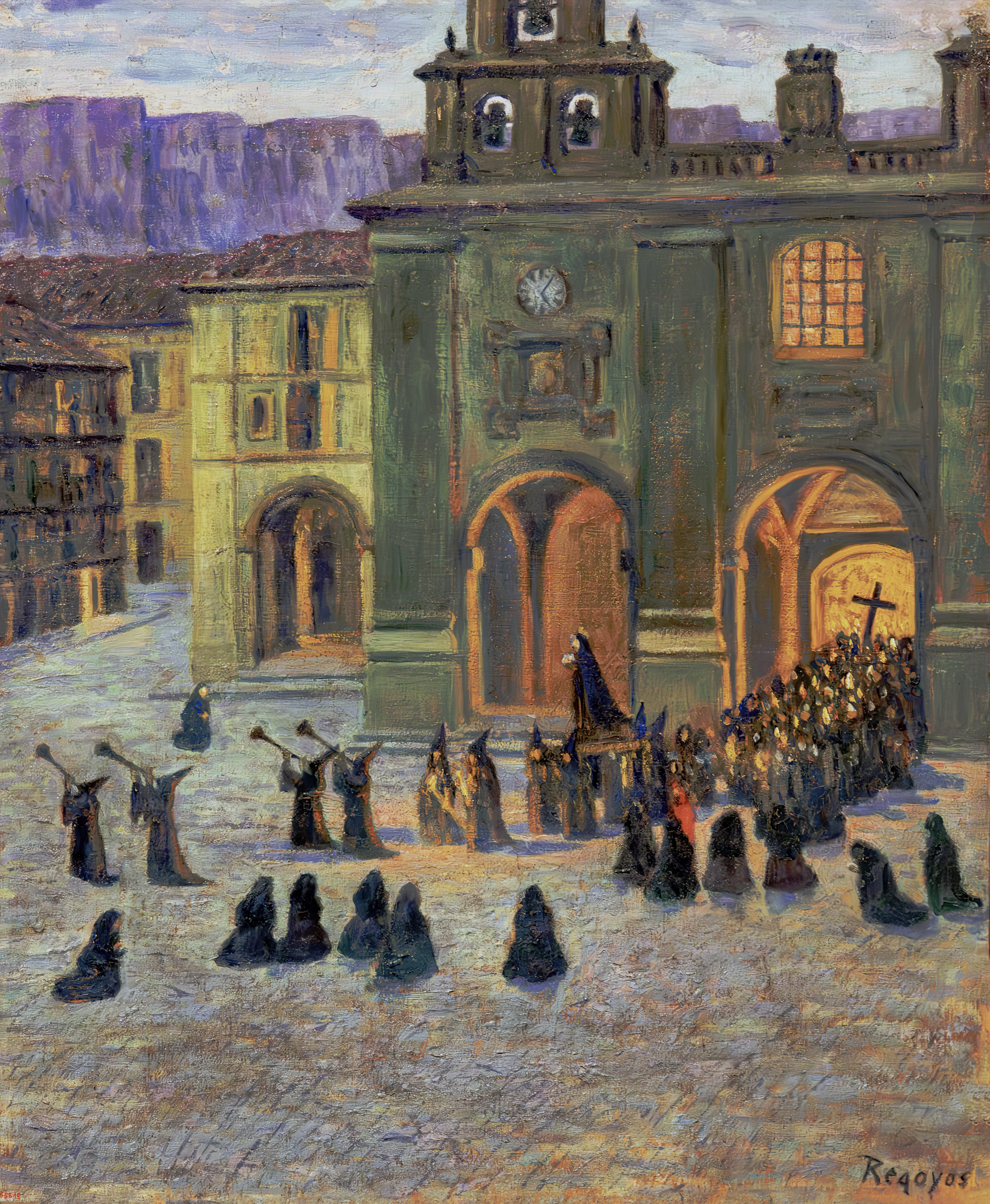
Darío de Regoyos 1903, Vendredi Saint à Orduña (MNAC)
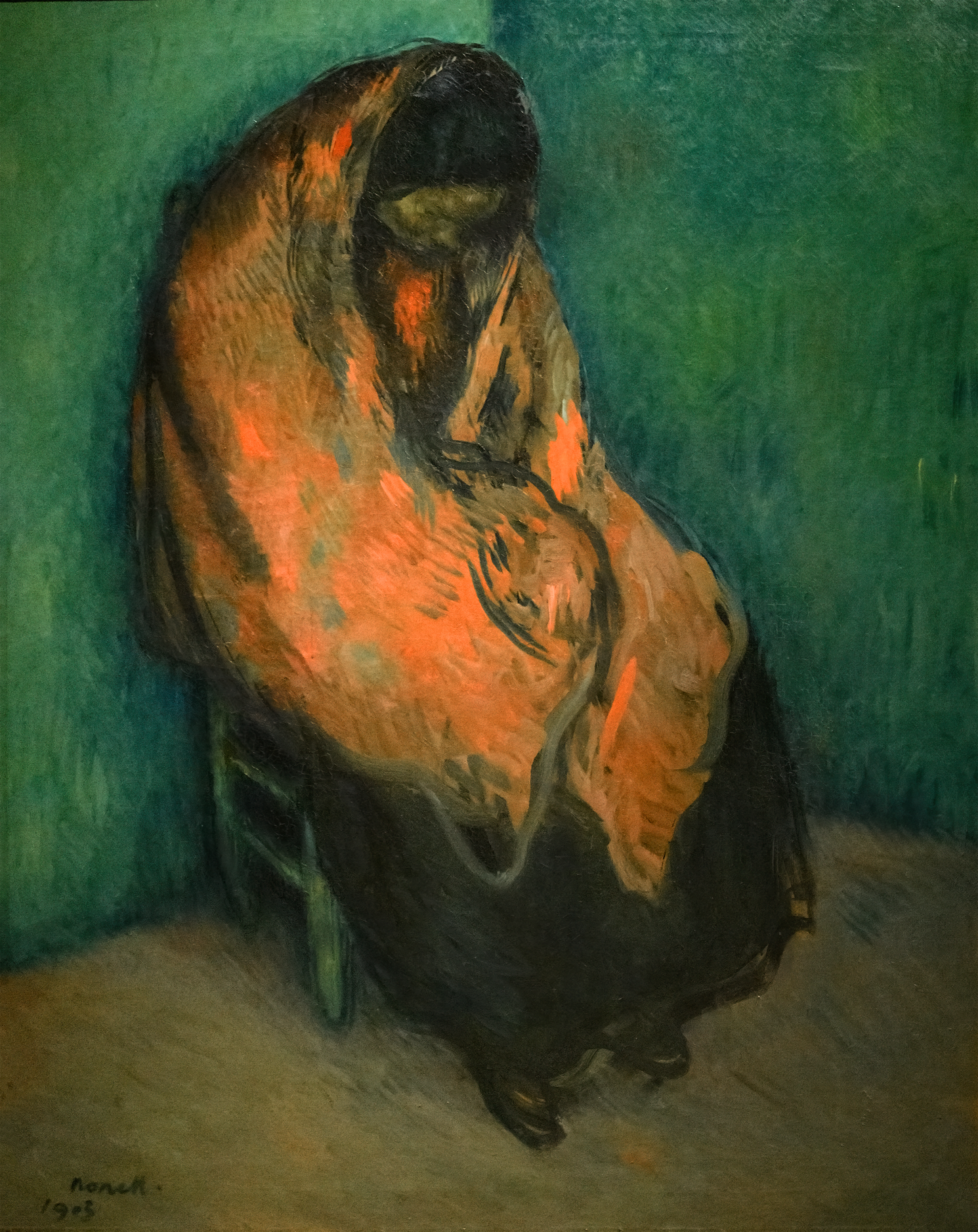
Isidre Nonell 1903, Dolores (MNAC)
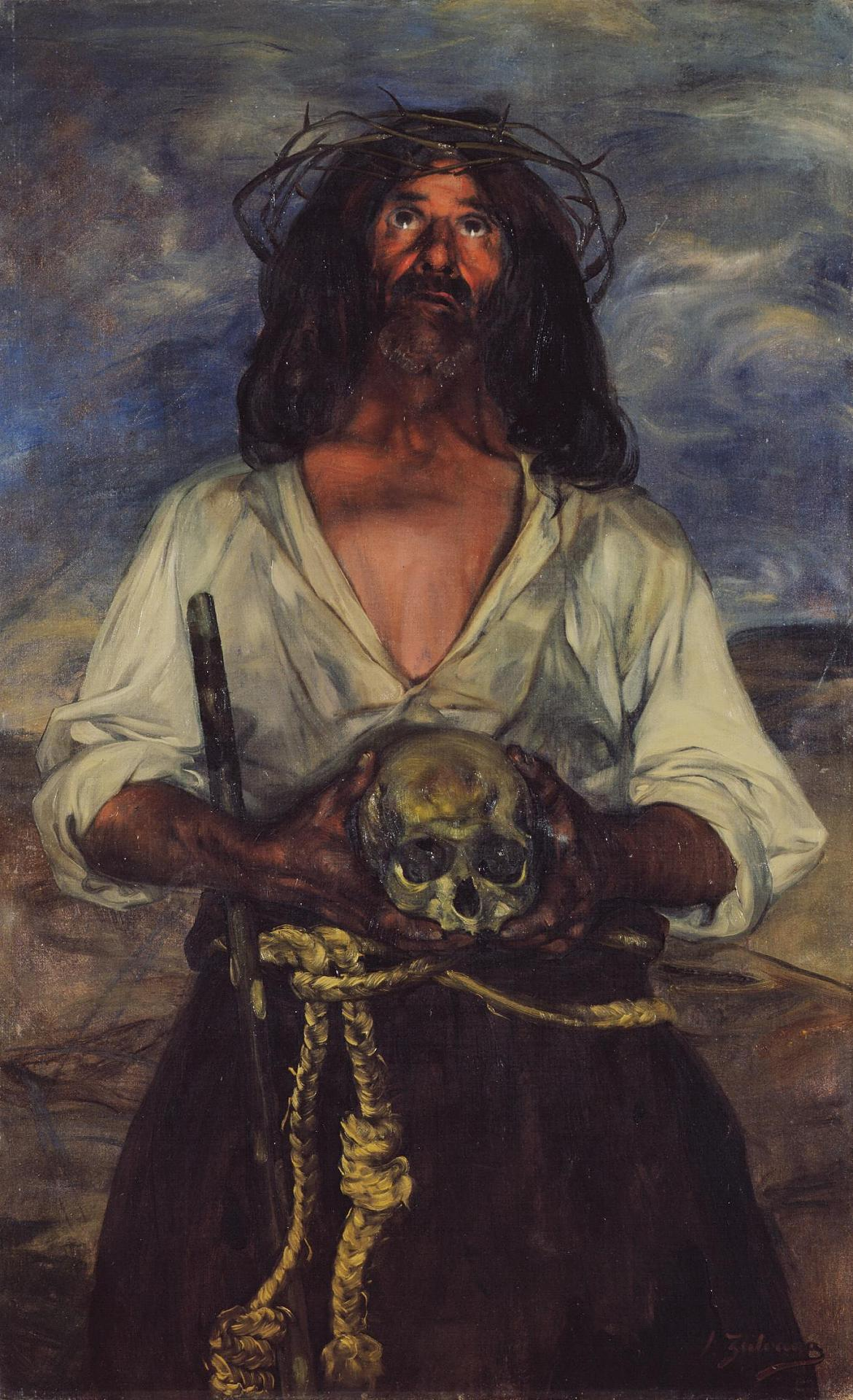
Ignacio Zuloaga 1904, L'Ermite (Ermitage)
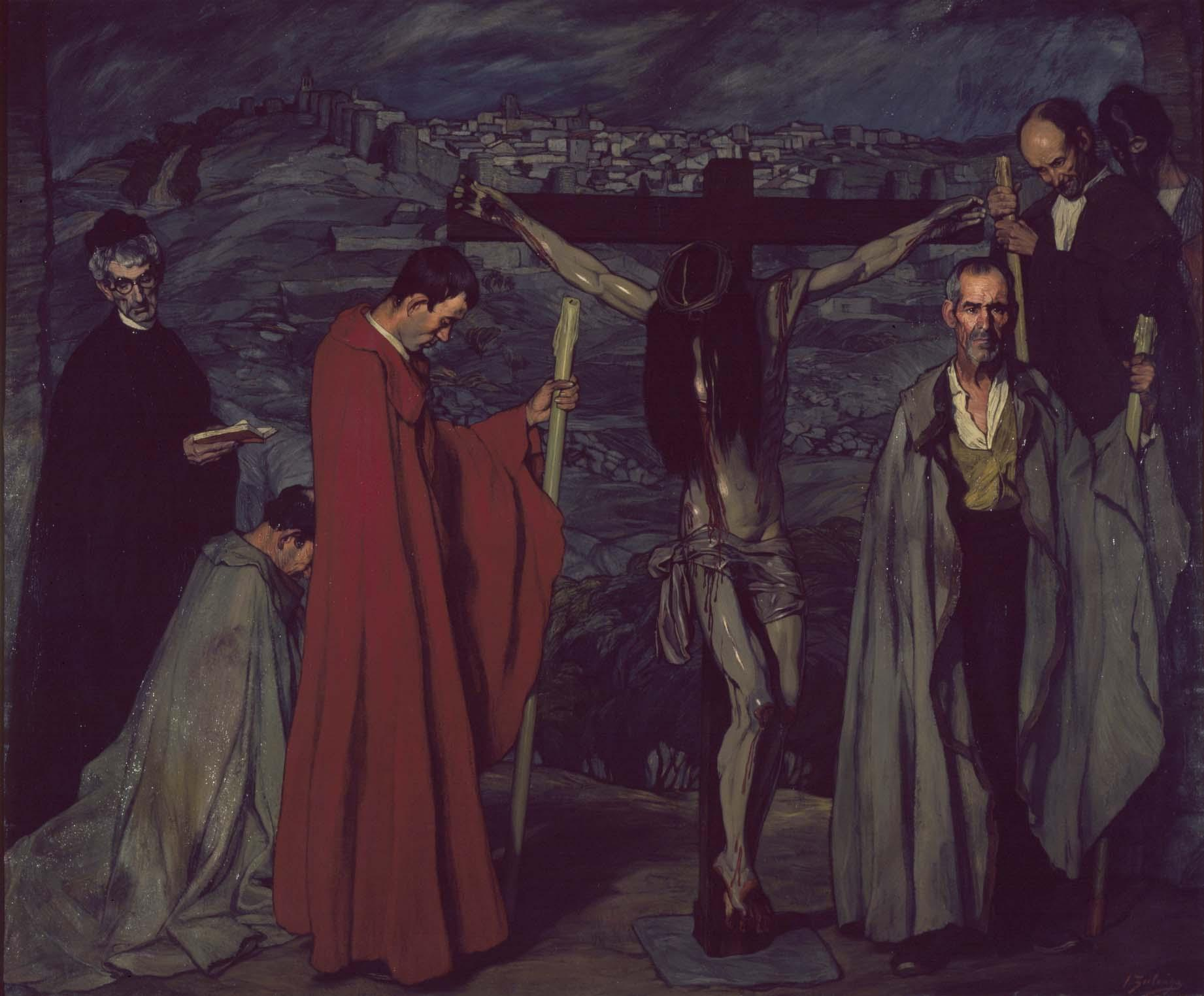
Ignacio Zuloaga 1911, Le Christ de sang (Reina Sofía)